# Muzeum perfum w Kolonii
Muzeum perfum w Kolonii (niem. Duftmuseum im Farina-Haus) – muzeum perfum zlokalizowane w domu Johanna Marii Fariny przy Obenmarspforten 21 w Kolonii, w kraju związkowym Nadrenia Północna-Westfalia w Niemczech. Dom jest miejscem narodzin "wody kolońskiej" (Eau de Cologne). Muzeum mieści się w oryginalnych pomieszczeniach produkcyjnych z XVIII wieku.

## Historia
W 1709 założono najstarszą na świecie, do dzisiaj działającą fabrykę perfum: "Johann Maria Farina gegenüber dem Jülichs-Platz", która w budynku muzeum od 1723 ma swoją siedzibę. Na kilku piętrach muzeum, pokazane są metody produkcji wody kolońskiej od początku jej wytwarzania, a także urządzenia używane przy jej produkcji. Farina po raz pierwszy w historii, na większą skalę wykorzystał do produkcji urządzenia do destylacji. Ekspozycję muzeum tworzą także zachowane dokumenty i zdjęcia obrazujące produkcję perfum. Udokumentowano, podjęte próby plagiatu produktu, którego w tamtych czasach nie chroniła prawnie zagwarantowana ochrona znaków towarowych. Eksponaty obrazują, m.in. rozwój produkcji perfum w szklanych flakonikach i wprowadzania ich do sprzedaży.
25 listopada 2006, w 240. rocznicę śmierci Johanna Marii Fariny, dom Fariny został wybrany jako "jedno z 365 miejsc" roku 2006, w projekcie prezydenta federalnego "Niemcy – kraj pomysłów" (niem. Deutschland – Land der Ideen).

## Galeria

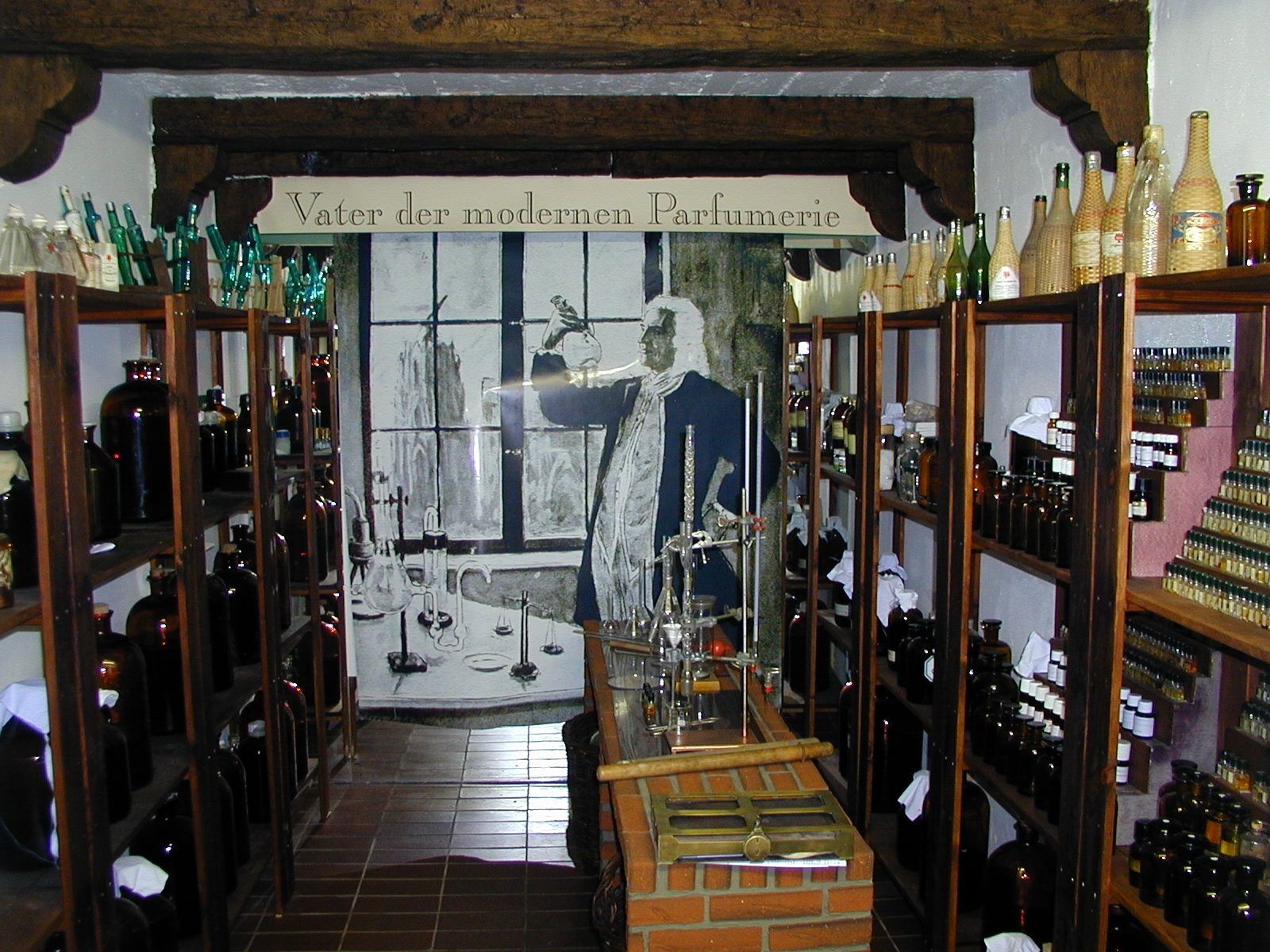
Pomieszczenie do przechowywania esencji perfum
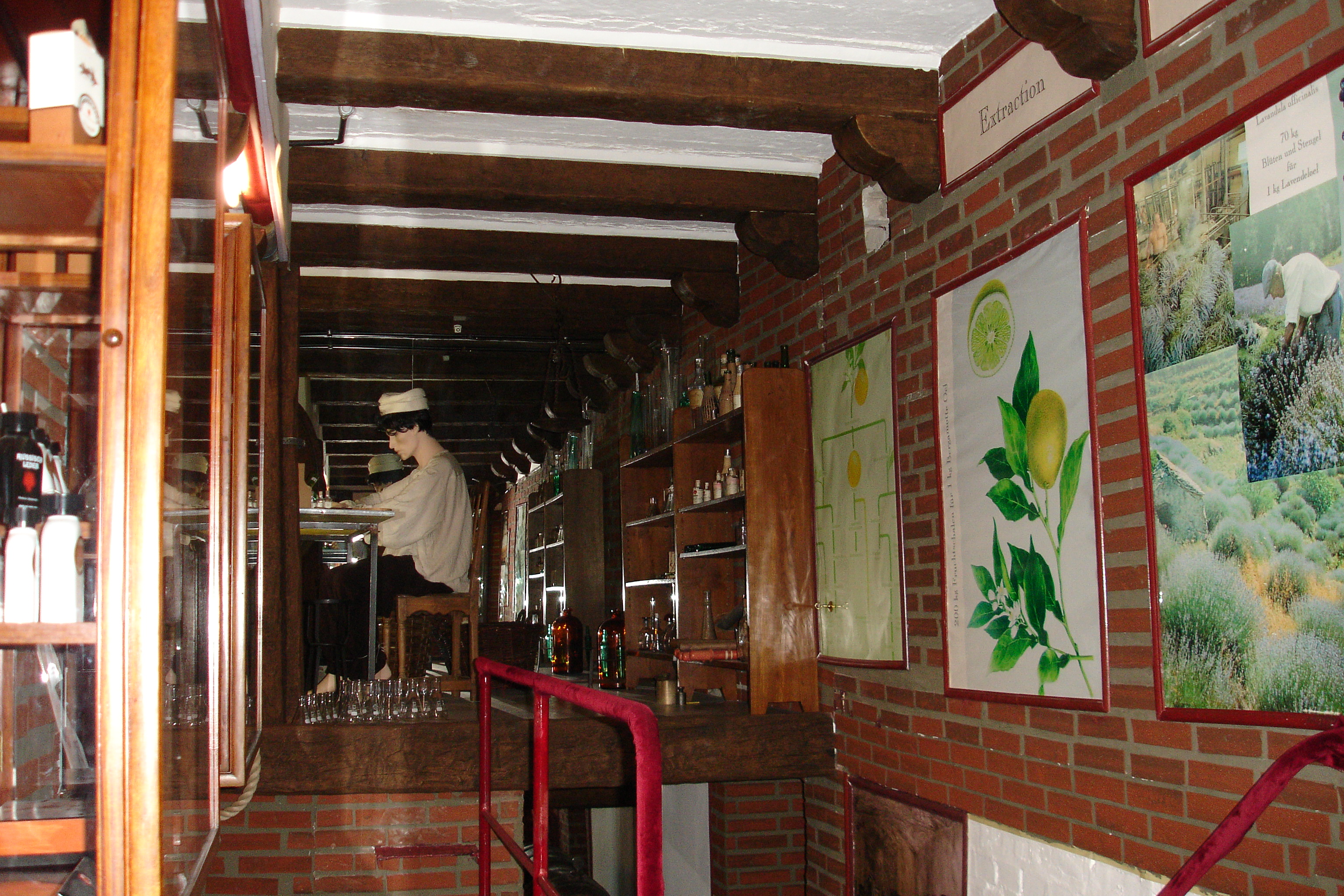
Komora wodna
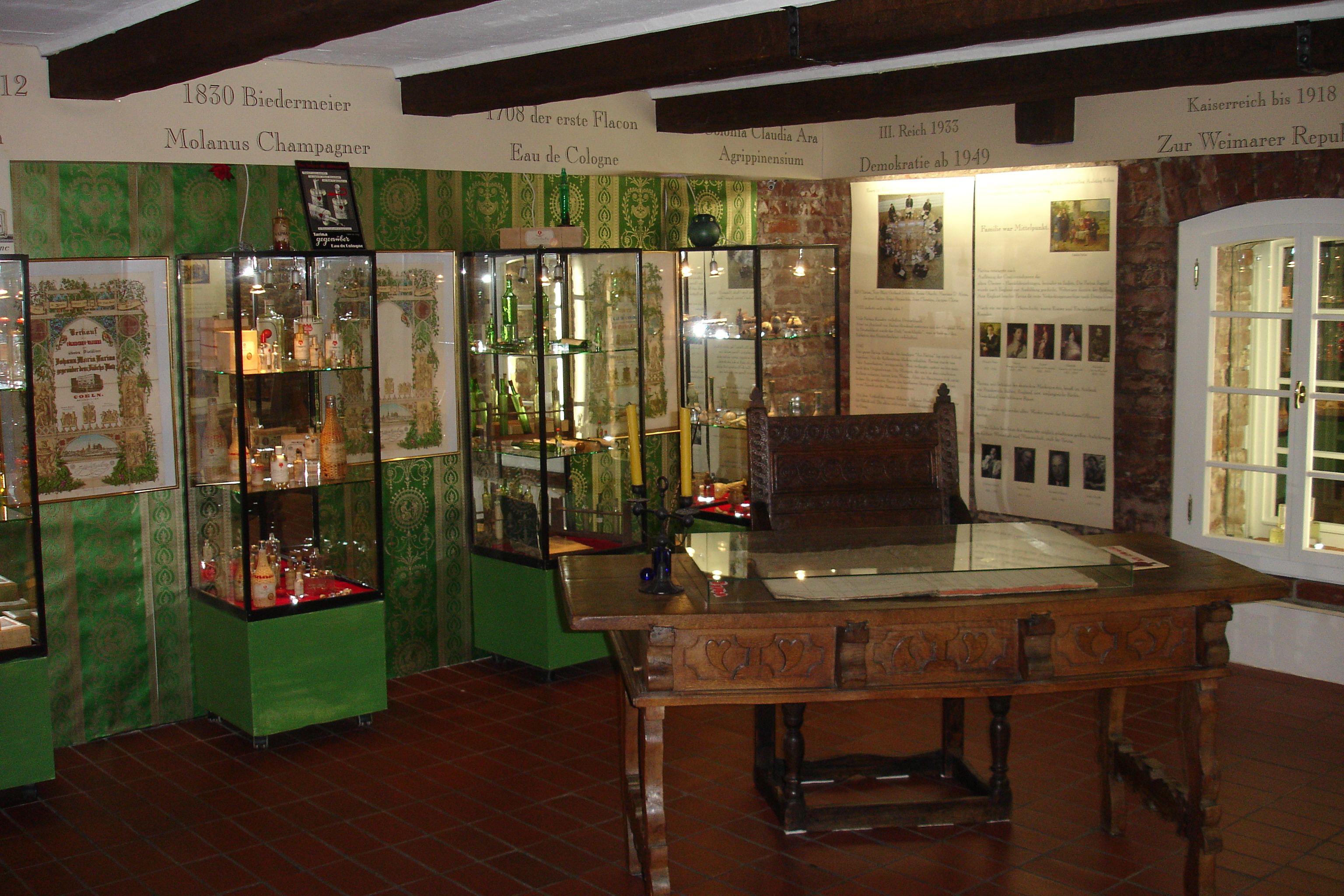
Witryny z perfumami i zabytkowe biurko z 1732 roku